# Elektronische Zunge
Eine elektronische Zunge ist ein Gerät, das den Geschmackssinn elektronisch imitieren soll.
Eine elektronische Zunge muss, ähnlich den Geschmacksknospen, mittels Mehrfeldsensoren organische und anorganische Verbindungen erkennen. Die ionensensitiven Elektroden (ISFETs) weisen eine spezifische Empfindlichkeit gegenüber einem einzelnen Ion auf und reagieren sensibel auf eine Vielzahl von unterschiedlichen Ionen und chemischen Verbindungen. Diese Eigenschaft wird als Querempfindlichkeit bezeichnet. Die Querempfindlichkeit der Elektroden gegenüber einzelnen Ionen unterscheidet sich jedoch voneinander, so dass jede Elektrode unterschiedlich auf vorhandene Ionen reagiert. Aus der Reaktion der einzelnen Elektroden entsteht ein einzigartiges Muster, aus er die Identifikation eines Analyten möglich wird.
Das Gesamtkonzept versucht die biologischen Sinne, sowohl in der Sensorik, als auch der Datenanalyse, zu kopieren und elektronisch umzusetzen. Neben der elektronischen Zunge existiert auch eine elektronische Nase für gasförmige Stoffe. Die auswertende Elektronik entspricht dabei der elektronischen Zunge, wobei für die Sensorik gassensitive Detektoren verwendet werden. Die Methodik mit Ionen-sensitiven Detektoren reicht in die 1970er Jahre zurück.

## Konzept
Die elektronische Zunge besteht aus den folgenden Elementen:
1. einem Sensorarray
2. einer signalerfassenden Elektronik mit A/D-Umsetzer
3. Signalaufbereitung im PC
4. Signalanalyse

Für die Signalanalyse kommen zum Einsatz:
1. Clusterverfahren (Hauptkomponentenanalyse)
2. Fuzzylogik
3. künstliche neuronale Netze

Die auswertende Elektronik muss in der Lage sein, ein Muster wiederzuerkennen. Da sich die Ergebnisse, je nach Anzahl der im Sensorarray verwendeten Sensoren, über mehrere Dimensionen erstrecken (3 Sensoren = 3-dimensionaler Ausgangsvektor) und es immer zu den nicht vermeidbaren Messfehlern kommt, muss die Elektronik diese multidimensionale und unscharfe Daten verarbeiten können.

## Anwendungsfelder
Die elektronische Zunge ist in der Lage, zwischen verschiedenen Gemischen zu differenzieren bzw. verschiedene Gemische miteinander zu vergleichen. Diese Fähigkeiten eröffnen dieser Technologie ein sehr weites Anwendungsspektrum.
Anwendungsfelder wären beispielsweise:

### Industrielle Analytik
Im Bereich der industriellen Anwendungen ermöglicht die elektronische Zunge eine Onlineüberwachung von verschiedenen Prozessen. So ist die elektronische Zunge in der Lage, den Grad an Alterung von Schmiermitteln zu bestimmen. In der Automobilbranche ließe sich somit der Zeitpunkt bestimmen, zu welchem das Motor- und Getriebeöl verschlissen ist. Somit könnten Routineölwechsel entfallen und das Öl müsste nur bei Verlust seiner Gleitfähigkeit gewechselt werden. Der Einsatz der elektronischen Zunge würde damit sowohl die Unterhaltskosten für ein Kraftfahrzeug senken, als auch die Umwelt durch Vermeidung von Altölabfällen entlasten.

### Klinische Analytik
Im klinischen Bereich bietet die elektronische Zunge die Möglichkeit, Laborkosten zu reduzieren und viele Untersuchungen nahezu in Echtzeit durchzuführen. Es könnten viele aufwendige chemische Analysen entfallen, da die elektronische Zunge in der Lage ist, verschiedene Verbindungen und Ionen in den Körperflüssigkeiten nachzuweisen, bzw. deren Konzentration zu überwachen. Auch kann ein direkter Vergleich zwischen den Körperflüssigkeiten eines kranken Patienten mit denen eines gesunden Patienten erfolgen.
Gerade die Urinanalyse stellt hierbei ein interessantes Anwendungsfeld dar, da sich sogar eine routinemäßige Onlineüberwachung des Urins realisieren lassen könnte.

### Nahrungsmittelanalytik
Die Nahrungsmittelindustrie stellt einen wichtigen Anwendungsbereich für die elektronische Zunge dar. Da diese Technologie stark an die biologischen Sinne angelehnt ist, eignet sie sich für die Differenzierung diverser Nahrungsmittel. Im Gegensatz zu menschlichen Testern können bereits geringste Geschmacksunterschiede nachgewiesen werden, was die elektronische Zunge für Qualitätskontrollen in der Lebensmittelindustrie besonders geeignet erscheinen lässt. Einer Forschergruppe aus USA gelang es mit Graphen-basierten ISFETs und künstlicher Intelligenz die Frische von Fruchtsäften, die Authentizität von Produkten wie Cola-Getränken und die Herkunft verschiedener Kaffeesorten und Weine zu erkennen. Damit könnte diese Technik in Zukunft den Lebensmittelbetrug und den Lebensmittelverderb automatisch erkennen und zur Lebensmittelsicherheit beitragen.

### Umweltanalytik
Im Bereich der Umweltanalytik kann die elektronische Zunge Kosten senken und durch Onlineüberwachung mögliche Umweltbelastungen reduzieren. Ihr Einsatz bietet sich in der Überwachung des Abwassers von Kläranlagen und Industrieanlagen an. Schon geringe Verunreinigungen können frühzeitig erkannt werden. Die elektronische Nase kann, als elektronische Zunge für Gase, eine konkrete Überwachung von Geruchsbelästigung ermöglichen. Wird sie nach dem menschlichen Geruchssinn geeicht, so können wissenschaftlich fundierte Aussagen über die Belastung der Umwelt mit unangenehmen Gerüchen gemacht werden.